# Oberschöna

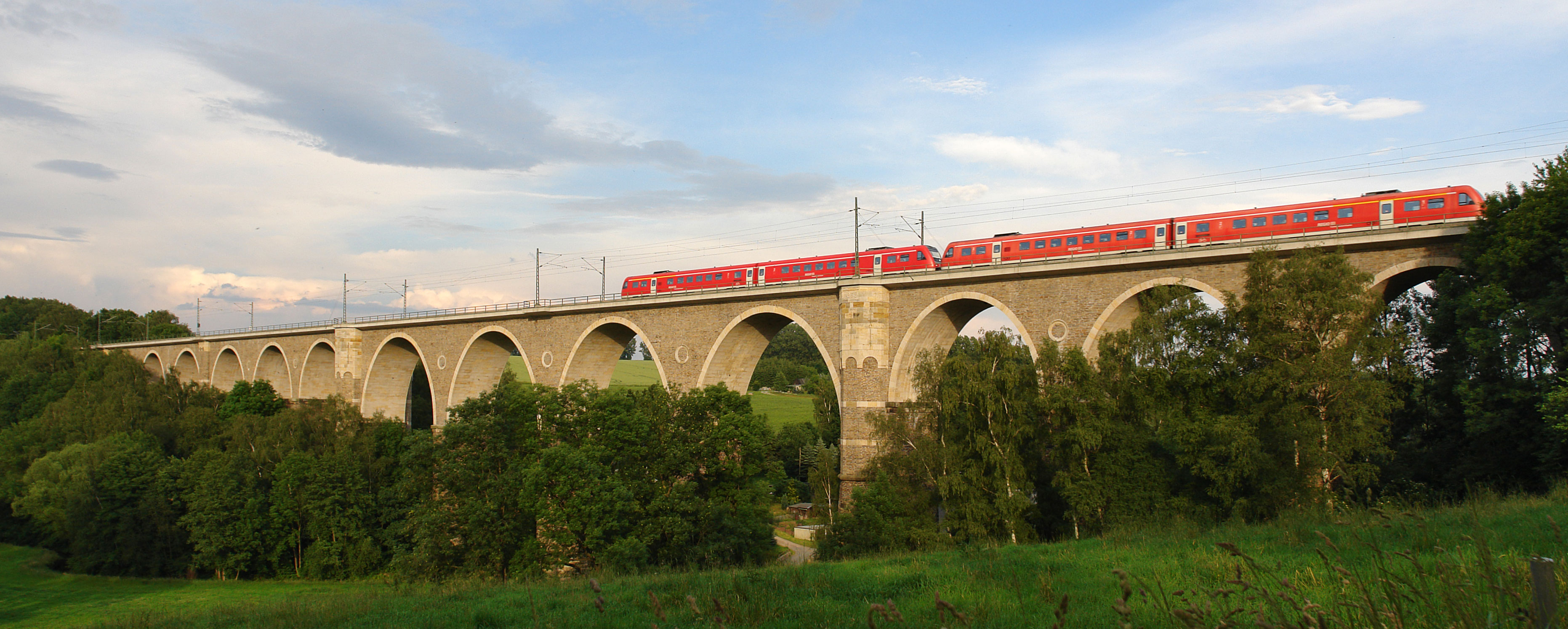
Viaduto do Sachsen-Franconia-Magistrale, município de Oberschöna

Oberschöna é um município da Alemanha, situado no distrito de  Mittelsachsen, no estado da Saxônia. Tem 44,22 km² de área, e sua população em 2019 foi estimada em 3.265 habitantes.